# Bataille d'Idistaviso
La bataille d'Idistaviso est considérée comme la revanche romaine contre les Germains à la suite de la défaite subie par Varus en 9 lors de la bataille de Teutobourg. En 16, le légat impérial Germanicus défait Arminius lors de deux grandes batailles : la première dans la plaine d'Idistaviso, la seconde face au Vallo angrivarii. Toutes deux se déroulent entre la rive droite du fleuve Weser, les collines avoisinantes, la grande forêt germanique et les marais plus au nord.

## Contexte historique
Après la défaite de Varus dans la forêt de Teutobourg, les Romains décident d'abandonner la nouvelle province de Germanie, à l'est du Rhin.
En 10 et 11, Tibère mène, avec l'assistance de Germanicus, une campagne destinée à empêcher d'éventuels troubles parmi les populations des provinces gauloises.
Tibère, après avoir succédé à Auguste, poursuit la politique de son prédécesseur, en maintenant la frontière sur le Rhin et en abandonnant définitivement le projet d'annexion de la Germanie. Germanicus, son fils adoptif, est envoyé comme proconsul en Gaule pour un recensement et, poussé par le désir et l'obsession de vouloir imiter son père Nero Claudius Drusus, il décide de sa propre initiative[réf. nécessaire] de reprendre l'action militaire contre les populations germaniques en envahissant leurs territoires.

## La bataille

### Phase 1: dans la plaine d'Idistaviso

#### Le prélude à la première bataille
Germanicus, en provenance du fleuve Ems, rejoint le fleuve Weser à la hauteur de l'actuelle ville de  Minden où il trouve les Germains en ordre de bataille sur la rive droite du fleuve.
Jugeant imprudent d'exposer ses légions avant d'avoir construit les ponts et préparé leur défense, il décide d'envoyer la cavalerie qui est emmenée par Stertinius et Émilius, un des centurions primipiles des huit légions, lesquelles se partagent en deux colonnes placées dans des lieux suffisamment distants pour éviter d'être écrasées par l'armée ennemie en un seul point et en diviser les forces.
Cariovalde, dux des Bataves et allié des Romains, après avoir traversé le fleuve, poursuit les  Chérusques sans même se douter qu'il s'agit d'une tactique pour l'attirer dans une embuscade. Les Germains ont en effet simulé la fuite pour l'attirer dans une plaine éloignée des légions et entourée de forêts. Une fois rejoints, les Chérusques bondissent hors des bois et balayent les Bataves encore incrédules. La retraite est inévitable mais les Chérusques empêchent toute initiative des alliés romains qui tentent de se placer en cercle. Les Chérusques tirent de nombreuses flèches, provoquant des pertes continues dans les rangs bataves.
Cariovalde décide alors de rejoindre les troupes romaines en essayant de briser les lignes de l'ennemi, mais la tentative se révèle désespérée. Le commandant des Bataves, désarçonné, est transpercé de flèches et tout autour de lui, de nombreux nobles de sa tribu tombent. Ce n'est que grâce à la cavalerie de Stertinius et d'Émilius que les dernières troupes bataves réussissent à s'extraire du champ de bataille.
Après avoir traversé la Weser, Germanicus apprend, par un déserteur, le lieu de la bataille choisi par Arminius et que, lors de la nuit, les Germains vont tenter d'assaillir le camp romain. Ils sont contraints d'abandonner leur stratagème apprenant que les cohortes de légionnaires sont disposées à l'arrière du système de défense.

#### Le champ de bataille

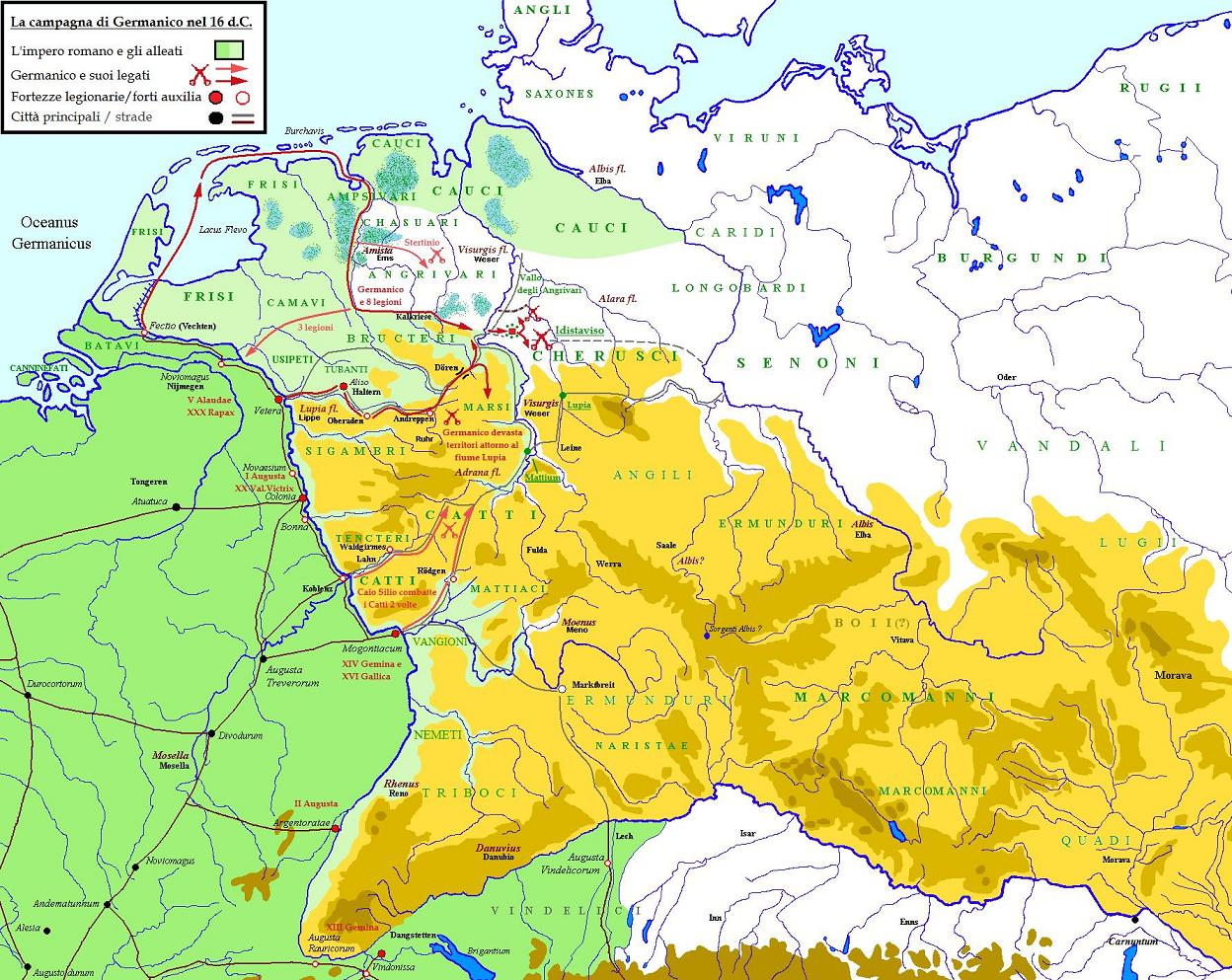
La campagne militaire de Germanicus en 16

Le lendemain matin, les soldats romains sont si désireux de combattre l'ennemi germain qu'ils sont conduits dans la plaine d'Idistaviso qui s'étend entre le fleuve Weser et les collines. Derrière les Germains, il y a une forêt dense composée de grands arbres et sans sous-bois.

#### L'ordre de bataille
Les Germains occupent la plaine, au-devant de la forêt alors que les Chérusques d'Arminius se placent sur les collines environnantes afin de pouvoir se précipiter sur le côté droit du déploiement romain.
Les Romains disposent leurs troupes afin de conserver le même ordre de marche :
- le long de la première ligne, les troupes auxiliaires composées de Gaulois et de Germains ;
- derrière eux les archers à pied ;
- quatre légions ;
- plus en arrière deux cohortes de prétoriens qui accompagnent Germanicus et à leurs côtés se trouve un corps sélectionné de cavalerie auxiliaire ;
- les autres quatre légions ;
- enfin l'infanterie légère, les archers à cheval et les autres cohortes alliées.

Les Romains adoptent une formation symétrique par rapport au front d'attaque afin de parer à une frappe par l'arrière, la végétation ne permettant pas de deviner les pièges qui peuvent s'y cacher.

#### L'attaque
Les premiers à attaquer sont les Chérusques d'Arminius comme le raconte Tacite :

« Germanicus, voyant les bandes des Chérusques s'élancer, emportées par leur ardeur, commande à ses meilleurs escadrons d'attaquer en flanc, tandis que Stertinius, avec le reste de la cavalerie, tournerait l'ennemi et le chargerait en queue : lui-même promit de les seconder à propos. En ce moment, huit aigles furent vus se dirigeant vers la forêt, où ils pénétrèrent. Frappé d'un augure si beau, Germanicus crie aux soldats "de marcher, de suivre ces oiseaux romains, ces divinités des légions." Aussitôt l'infanterie se porte en avant ; et déjà la cavalerie enfonçait les flancs et l'arrière-garde. On vit, chose étrange ! les deux parties d'une même armée se croiser dans leur fuite : ceux qui avaient occupé la forêt se sauvent dans la plaine, ceux de la plaine courent vers la forêt. Du haut de leurs collines, les Chérusques étaient précipités à travers cette mêlée. Parmi eux on distinguait Arminius blessé, qui, de son bras, de sa voix, de son sang, essayait de ranimer le combat. Il s'était jeté sur nos archers, tout prêt à les rompre, si les alliés Rhètes, Vindéliciens et Gaulois, ne lui eussent opposé leurs cohortes. Toutefois, par un vigoureux effort et l'impétuosité de son cheval, il se fit jour, la face couverte du sang de sa blessure pour n'être pas reconnu : quelques-uns prétendent que les Chauques, auxiliaires dans l'armée romaine, le reconnurent cependant et le laissèrent échapper. La même valeur ou la même trahison sauva Inguiomère ; le reste fut taillé en pièces. Un grand nombre, voulant passer le Véser à la nage, furent tués à coups de traits ou emportés par le courant ou abîmés dans l'eau par le poids l'un de l'autre et par l'éboulement des rives. Plusieurs cherchèrent sur les arbres un honteux refuge, et se cachèrent entre les branches : nos archers se firent un amusement de les percer de flèches ou bien l'arbre abattu les entraînait dans sa chute. »

— Tacite, Annales, II, 17

Le combat se déroule de manière ininterrompue de 11 heures jusqu'à la tombée de la nuit. La victoire romaine est totale et les pertes peu nombreuses. Les ennemis germains couvrent de leurs cadavres et de leurs armes la plaine de dix milles. Chose surprenante, on trouve parmi les dépouilles les chaînes qui servent à attacher les prisonniers, les Germains étant sûrs de la victoire. 
Les soldats de Germanicus saluent Tibère Imperator et ils élèvent un tumulus, sur lequel sont posées les armes des vaincus, comme s'il s'agissait d'un trophée et sur lequel sont écrits les noms des peuples vaincus parmi lesquels certainement les Chérusques, les Frisons, les Dulgubnii, et peut-être aussi d'autres peuples de la région ainsi que des Lombards.

### Phase 2: le long du mur des angrivarii (un peu plus au nord)
Les Germains, se sentant provoqués non pas par la défaite et le massacre subi sur la plaine d'Idistaviso, mais surtout par la joie des Romains alors qu'ils élèvent le trophée avec leurs armes, décident de revenir combattre pour leur liberté perdue alors qu'ils se retirent au-delà de l'Elbe.[pas clair]

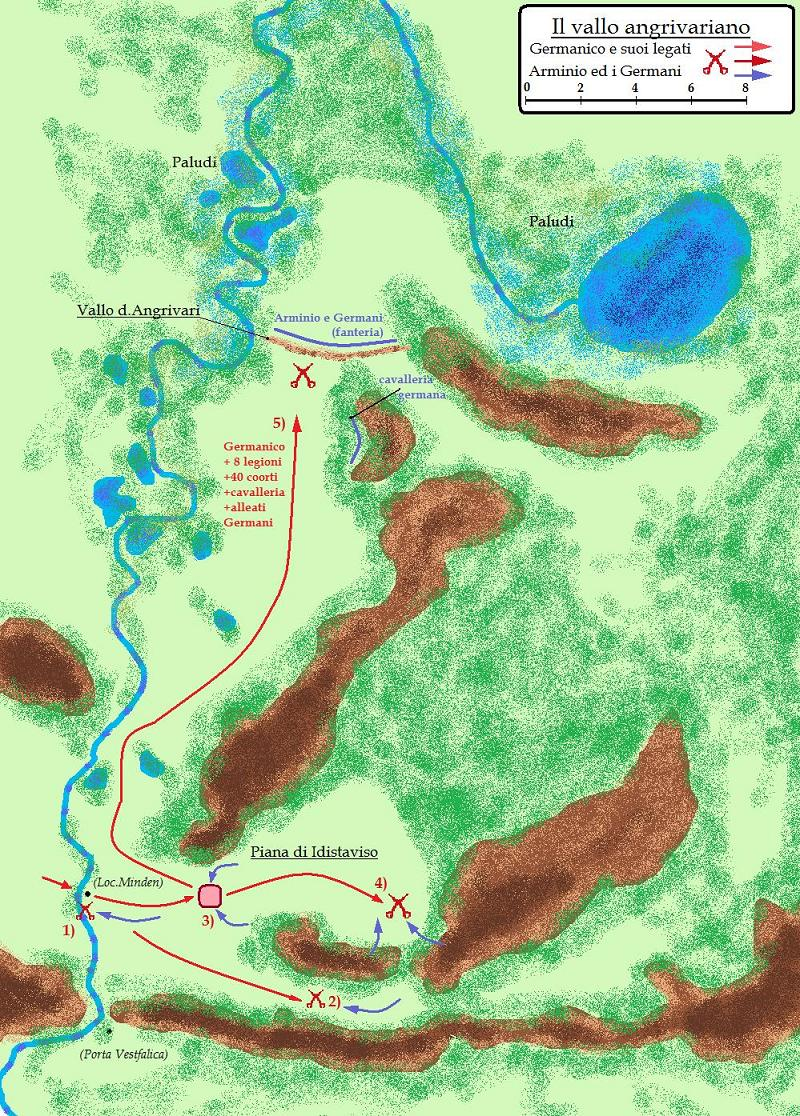
La bataille dans la vallée des Angrivarii (16 d.C.) qui oppose Germanicus à Arminius.

#### Le second champ de bataille
Encore une fois Arminius et les chefs germains choisissent le lieu de l'affrontement: un espace clos entre le fleuve Weser et les forêts au milieu desquels se trouve une plaine étroite et humide. Tout autour, il y a un grand marais qui est entouré, à son tour, d'une forêt, à l'exception d'un seul côté où les Angrivarii ont construit un grand terre-plein qui les sépare de leurs voisins, les Chérusques.

#### Ordre de bataille
L'infanterie des Germains se range le long du terre-plein pendant que la cavalerie se cache dans les bois voisins afin de prendre à revers les légions lorsqu'elles auront dépassé la forêt.
Germanicus, apprenant par ses informateurs les plans et les positions de ses ennemis, se prépare à retourner les stratagèmes des Germains contre eux en organisant ses troupes de manière que :
- le légat Séius Tubéro occupe la plaine avec la cavalerie ;
- l'infanterie légionnaire se partage en deux : la première partie prête à entrer dans la forêt par le côté qui est plat et la seconde cherchant à grimper le talus où les ennemis se trouvent[5].

#### La seconde attaque
Les troupes qui attaquent par la plaine progressent dans leur élan tandis que ceux qui attaquent le terre-plein, qui constitue un mur, subissent des pertes continues sous les coups de leurs ennemis. Germanicus, ayant constaté la difficulté, décide de faire arrêter les légions pour leur éviter de subir des pertes sans coup férir[pas clair] et de faire avancer les lignes des frondeurs. L'attaque de ces derniers provoque de grands ravages dans les rangs germains maintenant sous un tir dense de flèches et de lances romaines ce qui provoque un massacre parmi les défenseurs du terre-plein.
L'attaque des légions suit. La vallée des Angrivarii est occupée, et Germanicus, à la tête des cohortes prétoriennes, mène une nouvelle attaque dans la forêt qui se termine dans un corps à corps. L'ennemi a derrière lui les marécages, tandis que la rivière et les montagnes ferment la voie aux Romains. Pour les deux camps, le seul espoir de survie réside dans leur valeur et dans la victoire.
L'affrontement qui s'ensuit est terrible, mais finalement les Romains prennent le dessus encore une fois sur l'ennemi germain en raison du meilleur armement et de la tactique de combat :
- les Germains, qui se retrouvent en difficulté dans cet espace confiné, ne peuvent se déployer afin d'utiliser leurs longues lances ; ils sont contraints à un corps à corps sans pouvoir exploiter leur plus grande agilité ;
- les Romains s'ouvrent un passage en faisant un massacre parmi les ennemis ; ils réussissent à frapper aux visages et aux membres leurs adversaires qui ne sont pas protégés de casques ou de pièces d'armures[6].

Arminius, désormais épuisé par le combat et par une blessure, commence lui-même à céder. Germanicus, en revanche, enlève son casque pour être reconnu par tous, incitant ses troupes au massacre. Il crie que les prisonniers sont inutiles, que seule l'extermination de ce peuple mettrait fin à la guerre. Vers la fin de la journée, il retire une légion du champ de bataille afin de construire le campement, tandis que les autres poursuivent le massacre jusqu'à la nuit et que la cavalerie se bat avec un résultat incertain contre son homologue germanique.
Après la seconde bataille, Germanicus fait édifier un deuxième trophée en signe de victoire. Il porte l'inscription :

« Victorieuse des nations entre le Rhin et l'Elbe, l'armée de Tibère César a consacré ce monument à Mars, à Jupiter, à Auguste. »

— Tacite, Annales, II, 22

## Les conséquences
Les deux batailles, en raison des succès de l'armée romaine, vengèrent le massacre de Varus et de ses trois légions, mais elles ne rétablirent pas la domination de Rome sur les peuples germains. Tibère préférait la discorde interne entre les peuples de Germanie ce qui constituait leur principal ennemi et non les armées de Rome désormais stationnées sur la rive gauche du Rhin afin de veiller sur les territoires impériaux.

### Sources primaires
- (fr) Dion Cassius (Trad. Étienne Gros), Histoire romaine, éd. Didot, Paris, 1864 (lire en ligne), livres LIV à LVI.
- (fr) Suétone (Trad. Désiré Nisard), Vie des douze Césars, Tibère, Paris, 1855 (lire en ligne).
- (fr) Tacite (Trad. Jean-Louis Burnouf), Les Annales, 1859 (lire en ligne).

### Sources secondaires
- Colin Michael Wells, The German policy of Augustus : an examination of the archaeological evidence, Oxford, Clarendon Press, 1972, 337 p. (ISBN 978-0-19-813162-5).
- Santo Mazzarino, L'impero romano, vol.1, Laterza, 1976.
- Grant, Michael, Gli imperatori romani, Rome 1984.
- AAVV, Gli imperatori romani, Turin 1994.
- CAH, L'impero romano da Augusto agli Antonini, Milan 1975.
- Lidia Storoni Mazzolani, Tiberio o la spirale del potere, Milan 1992.
- Antonio Spinosa, Tiberio: l'imperatore che non amava Roma, Milan 1991.
- H.H.Scullard, Storia del mondo romano, Milan 1992.